# Svetlana Masterkova
Svetlana Aleksandrovna Masterkova (rusko Светлана Александровна Мастеркова), ruska atletinja, * 17. januar 1968, Ačinsk, Sovjetska zveza.
Svetlana Masterkova je v treh nastopih na poletnih olimpijskih igrah osvojila dva naslova olimpijske prvakinje, leta 1996 v teku na 800 m in teku na 1500 m. V teku na 1500 m je postala tudi svetovna prvakinja leta 1999 in evropska prvakinja leta 1998. 14. avgusta 1996 je postavila svetovni rekord v teku na miljo s časom 4:12,56, ki je veljal do leta 2019, devet dni kasneje pa še vedno veljavni svetovni rekord v teku na 1000 m s časom 2:28,98. 16. novembra 2013 je bila sprejeta v Mednarodni atletski hram slavnih.